# Cyperus eragrostis
Cyperus eragrostis es una especie de plantas del género Cyperus nativa de Sudamérica, naturalizada en la costa occidental de Norteamérica, Sudáfrica, Australia, Nueva Zelanda, China, y otras partes del mundo.

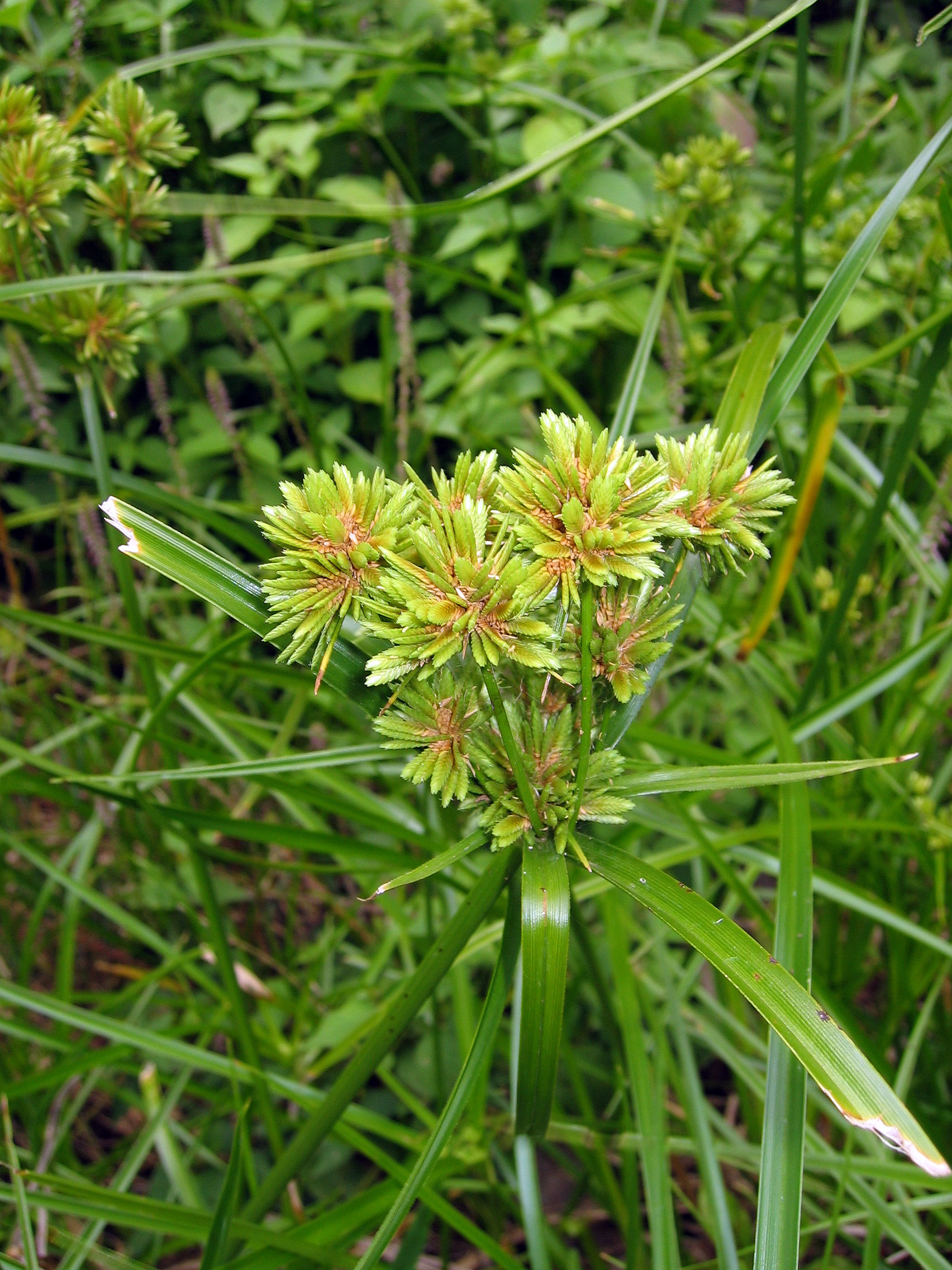
Detalle de la planta

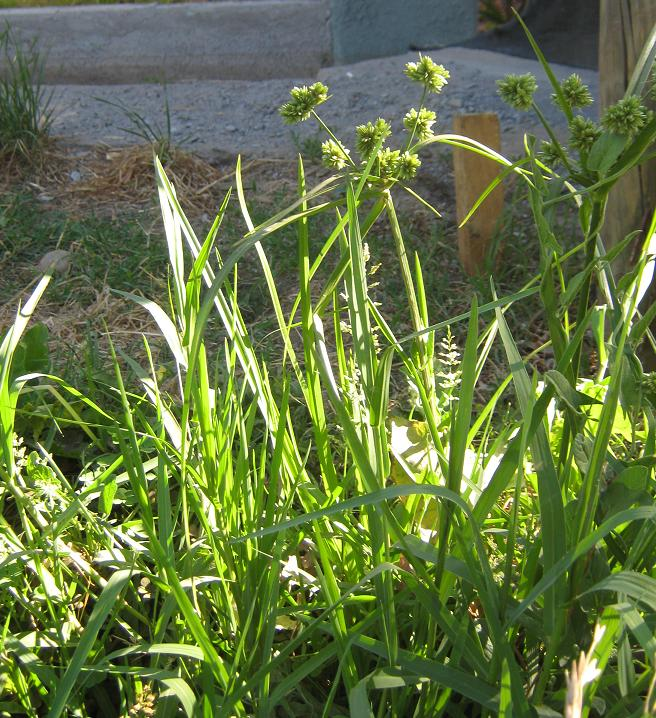
Vista de la planta

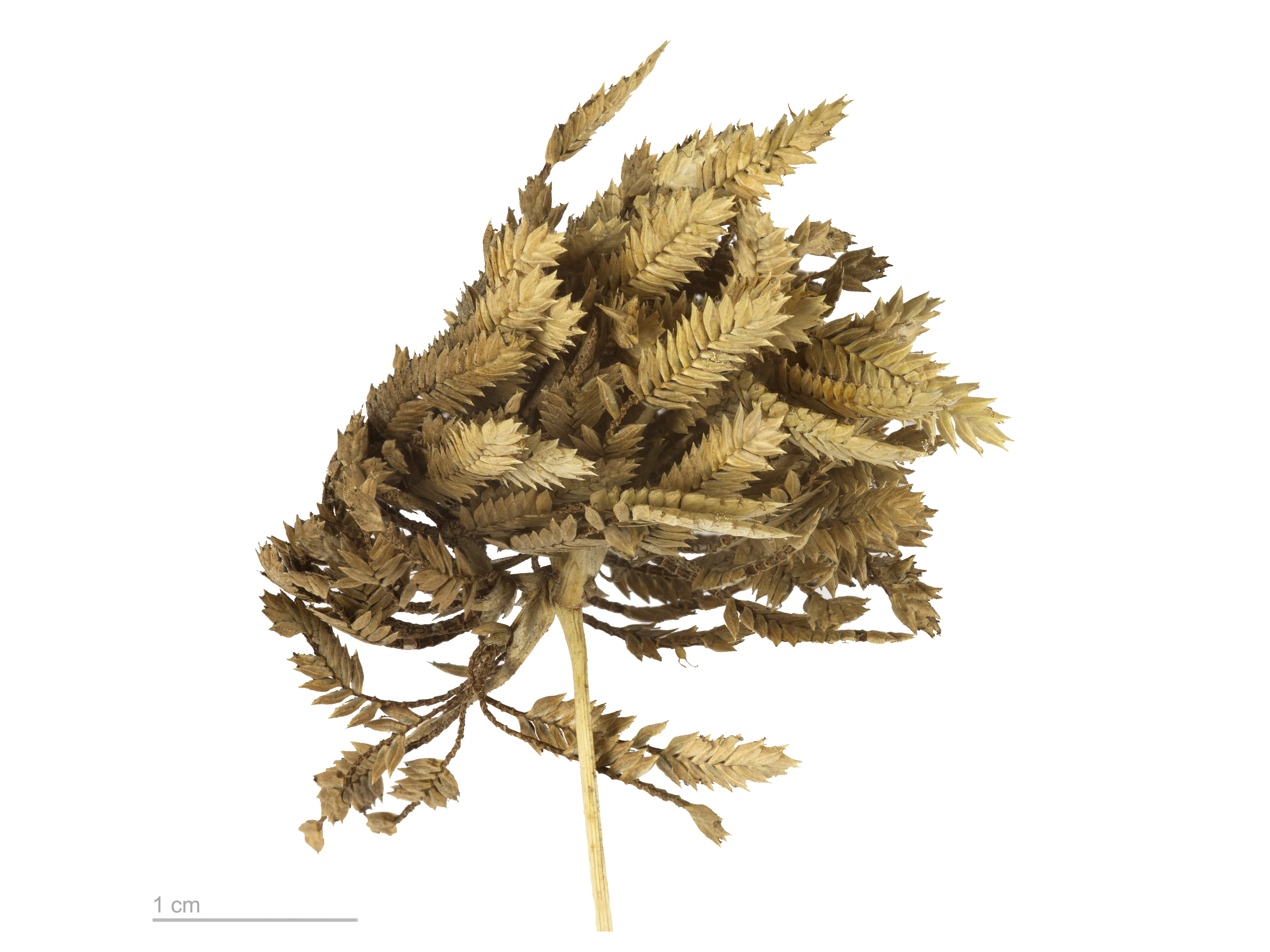
Semillas.

## Descripción
Herbácea perenne de raíces rizomatosas con aspecto de junco. Los tallos, que pueden ser triangulares o redondos alcanzan una altura de entre 40 a 60 cm. Las hojas, planas o en forma de V de 25 a 50 cm de largo por 5-8 mm de ancho, nacen de la parte superior del tallo, dispuestas en roseta (como las varillas de una sombrilla).

La inflorescencia es una pequeña antela formada por 3 a 10 espiguillas globosas de unos 2,5 a 5 cm con entre 20 a 30 glumas blanquecinas o doradas. El fruto es un pequeño aquenio elipsoide que madura en verano.

## Distribución y hábitat
Esta especie es originaria de los estados de la costa oeste de los Estados Unidos y  partes de Sudamérica: Jamaica, Brasil, Bolivia, Perú, Chile y Uruguay. Se ha naturalizado en otras partes de Norteamérica y Canadá (Columbia Británica), Europa, Australia, Sudáfrica, China y Macaronesia. En zonas donde ha sido introducida puede convertirse en mala hierba.
Vegeta en hábitats húmedos: riberas de ríos y lagos, cunetas de caminos, acequias, praderas húmedas, etc.

## Taxonomía
Cyperus eragrostis fue descrita por Jean-Baptiste Lamarck   y publicado en Tableau Encyclopédique et Methodique ... Botanique 1: 146. 1791.
Etimología
Ver: Cyperus
eragrostis: epíteto que alude a su similitud con el género Eragrostis.
Sinonimia
- Chlorocyperus eragrostis (Lam.) Rikli
- Cyperus declinatus Moench
- Cyperus declinatus var. limbatus Druce
- Cyperus gracilis Buchanan
- Cyperus lutescens Phil.
- Cyperus luzulae Hochst. ex Steud.
- Cyperus monandrus Roth
- Cyperus ochrocephalus Steud.
- Cyperus prionotropis Steud.
- Cyperus serrulatus S.Watson
- Cyperus vegetus Willd.
- Cyperus vegetus var. compactus Desv.
- Cyperus vegetus var. limbata C.B.Clarke
- Cyperus vegetus var. obtusangulus Kuntze
- Cyperus vegetus var. triangularis Boeckeler
- Cyperus vegetus var. trigonus Kuntze[6][7]